# Riama raneyi
Riama raneyi är en ödleart som beskrevs av  Kizirian 1996. Riama raneyi ingår i släktet Riama och familjen Gymnophthalmidae. Inga underarter finns listade i Catalogue of Life.